# Big Time - Dans la tête de Bjarke Ingels
Pour plus de détails, voir Fiche technique et Distribution.
Big Time - Dans la tête de Bjarke Ingels (Big Time: Historien om Bjarke Ingels) est un film danois réalisé par Kaspar Astrup Schröder, sorti en 2017.

## Synopsis
De 2009 à 2016, le parcours créatif de l'architecte Bjarke Ingels.

## Fiche technique
- Titre : Big Time - Dans la tête de Bjarke Ingels
- Titre original : Big Time: Historien om Bjarke Ingels
- Réalisation : Kaspar Astrup Schröder
- Musique : D. A. McCormick
- Photographie : Boris B. Bertram, Henrik Ipsen et René Sascha Johannsen
- Montage : Cathrine Ambus, Bobbie Esra Geelmuyden Pertan et Kaspar Astrup Schröder
- Production : Sara Stockmann
- Société de production : Sonntag Pictures
- Société de distribution : MK2 Diffusion (France)
- Pays :  Danemark
- Genre : Documentaire
- Durée : 93 minutes
- Dates de sortie : 
  -  Danemark : 3 mai 2017
  -  France : 2 mai 2018

## Accueil
Le film a reçu un accueil mitigé de la critique. Il obtient un score moyen de 57 % sur Metacritic.